# Шишкина, Юлия Евгеньевна
Юлия Евгеньевна Шишкина (род. 15 мая 1995, Челябинск) — российская волейболистка, центральная блокирующая. 

## Биография
Начала заниматься волейболом в Челябинске. В 2012 приглашена в ВК «Уфимочка» и на протяжении одного сезона выступала за фарм-команду уфимского клуба в Молодёжной лиге чемпионата России. После 2013 играла за команды из Курска, Владивостока, Челябинска, Череповца, Одинцова в суперлиге и высшей лиге «А». В 2021 заключила контракт с красноярским «Енисеем». В том же году в его составе стала победителем розыгрыша Кубка Сибири и Дальнего Востока.

### Клубная карьера
- 2012—2013 —  «Уфимочка-УГНТУ»-2 (Уфа) — молодёжная лига;
- 2013—2014 —  «Политех» (Курск) — высшая лига «А»;
- 2014—2015 —  «Приморочка» (Владивосток) — высшая лига «А»;
- 2015—2017 —  «Метар» (Челябинск) — суперлига;
- 2017—2018 —  «Приморочка» (Владивосток) — высшая лига «А»;
- 2018—2019 —  «Северянка» (Череповец) — высшая лига «А»;
- 2019—2021 —  «Заречье-Одинцово» (Московская область) — суперлига;
- 2021—2022 —  «Енисей» (Красноярск) — суперлига.

## Достижения

### Клубные
- двукратный серебряный призёр чемпионатов России среди команд высшей лиги «А» — 2018, 2019.
- победитель (2021)  и бронзовый призёр (2014) розыгрышей Кубка Сибири и Дальнего Востока.